# Shoshone (Idaho)
Shoshone es una ciudad ubicada en el condado de Lincoln en el estado estadounidense de Idaho. En el Censo de 2010 tenía una población de 1461 habitantes y una densidad poblacional de 484,2 personas por km².

## Geografía
Shoshone se encuentra ubicada en las coordenadas 42°56′12″N 114°24′19″O / 42.93667, -114.40528. Según la Oficina del Censo de los Estados Unidos, Shoshone tiene una superficie total de 3.02 km², de la cual 2.96 km² corresponden a tierra firme y (1.97%) 0.06 km² es agua.

## Demografía
Según el censo de 2010, había 1461 personas residiendo en Shoshone. La densidad de población era de 484,2 hab./km². De los 1461 habitantes, Shoshone estaba compuesto por el 0.08% blancos, el 0.14% eran afroamericanos, el 0.75% eran amerindios, el 0.68% eran asiáticos, el 0.07% eran isleños del Pacífico, el 14.51% eran de otras razas y el 2.81% pertenecían a dos o más razas. Del total de la población el 29.36% eran hispanos o latinos de cualquier raza.